# Lapiti

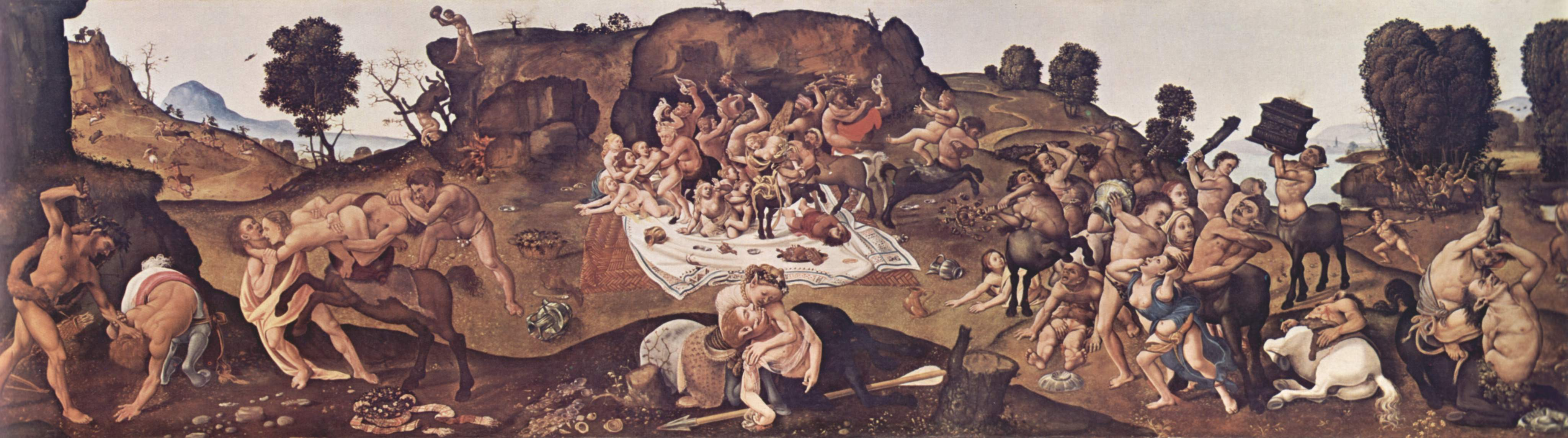
La battaglia dei Centauri e dei Lapiti - Piero di Cosimo - National gallery.

Nella mitologia greca i Lapìti erano un popolo leggendario che abitava la vallata del Peneo, nella Tessaglia. L'origine dei Lapiti, al pari dei Mirmidoni e delle altre tribù tessale, risale ad un'epoca pre-ellenica. Le antiche genealogie sostenevano che la loro stirpe fosse imparentata con quella dei Centauri: in particolare, secondo una leggenda, Lapite e Centauro sarebbero stati fratelli gemelli figli di Apollo e della ninfa Stilbe, figlia del dio fluviale Peneo.
Lapite era un abile guerriero, mentre Centauro era un essere deforme che visse insieme a dei cavalli e si accoppiò con delle giumente, generando i Centauri, creature metà uomini e metà cavalli. Lapite divenne invece il progenitore della stirpe che da lui prende il nome, e tra i suoi discendenti si trovano re e guerrieri come Issione, Piritoo, Ceneo e Corono, nonché i veggenti Idmone e Mopso.
La madre di Piritoo era Dia, figlia di Deioneo (o Eioneo), mentre, come era comune per molti eroi, egli aveva sia un padre divino che un padre mortale. Il suo padre immortale era Zeus che però, per mettere incinta Dia, aveva dovuto assumere la forma di un cavallo, ragion per cui i Lapiti divennero anche abili cavalieri. A loro era attribuita l'invenzione del morso delle briglie. Secondo l'Iliade i Lapiti parteciparono alla guerra di Troia con quaranta navi sotto il comando di Polipete - figlio di Piritoo - e di Leonteo - figlio di Corono.

## Le nozze di Piritoo e Ippodamia

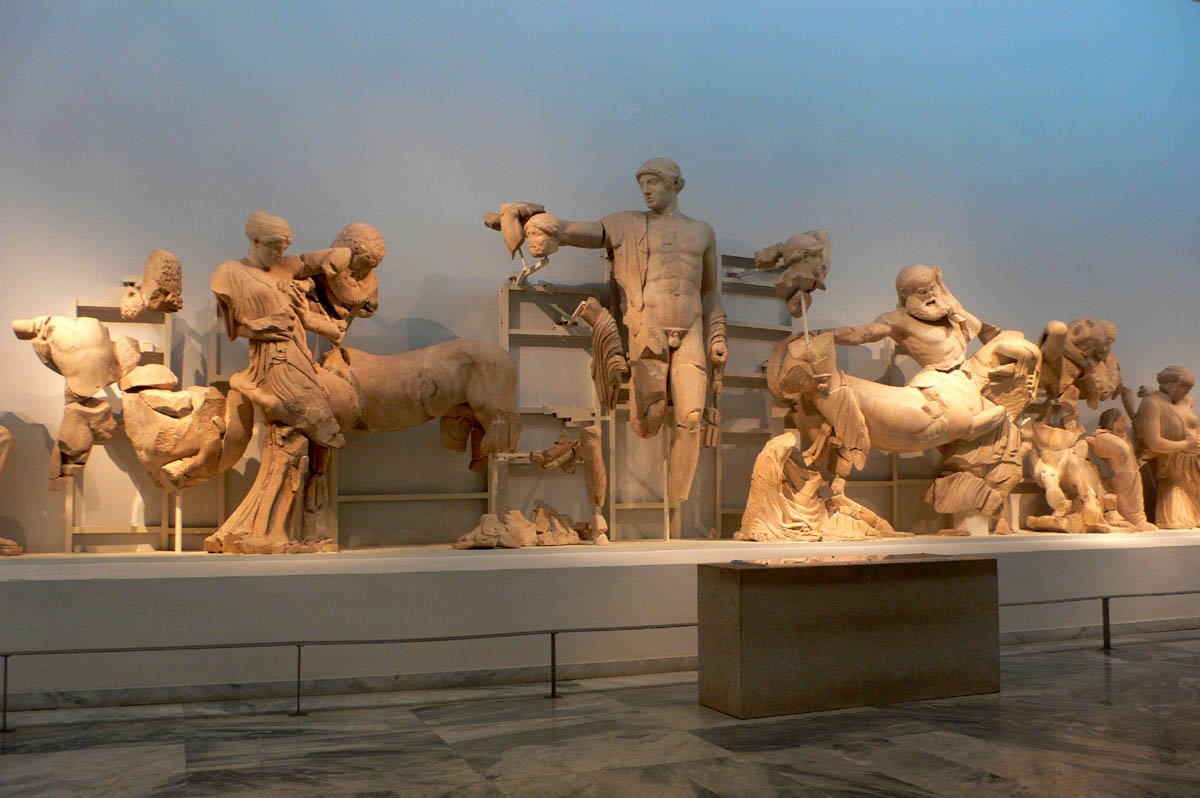
Rappresentazione della Centauromachia nel frontone ovest del Tempio di Zeus ad Olimpia.

La più famosa leggenda che coinvolge i lapiti è quella della loro battaglia contro i Centauri in occasione della festa nuziale di Piritoo, la cosiddetta "Centauromachia". I centauri erano stati invitati ai festeggiamenti ma, non essendo abituati al vino, ben presto si ubriacarono, dando sfogo al lato più selvaggio della loro natura. Quando la sposa Ippodamia arrivò per accogliere gli ospiti, il centauro Euritione balzò su di lei e tentò di stuprarla. In un attimo anche tutti gli altri centauri si lanciarono addosso alle donne e ai fanciulli. Naturalmente scoppiò una battaglia nella quale anche l'eroe Teseo, amico di Piritoo, intervenne in aiuto dei Lapiti. I centauri furono alla fine sconfitti e scacciati dalla Tessaglia e a Euritione furono mozzati naso e orecchie. Durante lo scontro cadde il lapite Ceneo e il centauro Cillaro.
Ceneo, uno tra i lapiti più famosi, originariamente era una ragazza di nome Ceni ed era la favorita di Poseidone che, per esaudire una sua supplica, la trasformò in un uomo rendendola un guerriero invulnerabile. Donne guerriere di questo tipo, a stento distinguibili dagli uomini, erano comuni tra i cavalieri Sciti e furono ancora presenti nella tradizione albanese. Nel corso della battaglia contro i centauri Ceneo si era dimostrato invulnerabile ancora una volta, finché i Centauri non decisero semplicemente di schiacciarlo con dei massi e dei tronchi d'albero: a quel punto egli sprofondò ancora apparentemente illeso nelle profondità della terra, dalle quali riemerse trasformato in un uccellino.
Quando l'interpretazione dei miti greci cominciò a essere mediata dall'influenza del pensiero filosofico, la battaglia tra Lapiti e Centauri fu vista come un'allegoria della lotta interiore tra gli istinti selvaggi dell'uomo e l'educazione basata sulla civiltà, rappresentata dalla giusta comprensione da parte dei lapiti dell'uso che andava fatto del vino donato dagli dei, che deve essere allungato con acqua e bevuto senza abbandonarsi agli eccessi.
Gli scultori greci della scuola di Fidia concepirono questa battaglia come una lotta tra l'umanità e dei mostri maligni che simbolicamente rappresentava il conflitto tra la civile Grecia e i barbari dell'Impero Persiano. La battaglia tra Lapiti e Centauri fu rappresentata sulle sculture dei fregi che decoravano il Partenone, per richiamare il reciproco rispetto e l'alleanza tra l'ateniese Teseo e il Lapite Piritoo, nonché su quelle del tempio di Zeus a Olimpia. Fu inoltre un tema estremamente popolare per i decoratori di vasellame.